# イトーヨーカドー安城店
イトーヨーカドー安城店（イトーヨーカドーあんじょうてん）は、愛知県安城市住吉町3-1-8にあるショッピングセンター。さるびあプラザと表記される場合もある。東海地方におけるイトーヨーカドーのモデル店舗である。

## 沿革
1997年（平成9年）11月、名鉄名古屋本線新安城駅南側に開業した。商業施設面積は13,700m2。なお、1996年（平成8年）5月には、安城市最大級のショッピングセンターとして商業施設面積22,818m2のザ・モール安城が開店している。
2005年（平成17年）2月4日、店内のちびっこ広場で11か月の男児と3歳の女児が包丁で刺される無差別殺傷事件（安城市幼児殺傷事件）が起こった。女児は軽傷だったものの、包丁で頭部から顎まで貫かれた男児は死亡した。
地域客に愛される店舗づくりをいっそう進めるため、2014年（平成26年）から段階的な改装を行い、2015年（平成27年）7月24日には全館がリニューアルオープンした。
2017年（平成29年）2月には紀伊勝浦産の生マグロがお値打ち価格で販売され、料理研究家の鈴木あすなによって韓国風ユッケやや黒ごまからし和えなどの食べ方が提案された。とことん「食」にこだわるイトーヨーカドーと東海ウォーカーのコラボによって、2月25日にはマグロの解体ショーなどの「まぐろ祭り」が開催された。
安城警察署管内では自動車のナンバープレート盗難が多数発生しているため、2019年（令和元年）5月20日には無料マイカー点検&ナンバープレート盗難防止ネジ取付けキャンペーンが開催された。

## テナント
| 階   | フロア概要                       |
| ---- | -------------------------------- |
| 屋上 | 立体駐車場                       |
| 4階  | 立体駐車場                       |
| 3階  | 立体駐車場                       |
| 2階  | 紳士・子供と暮らしのフロア       |
| 1階  | 食料品と婦人ファッションのフロア |

## 営業時間
- 閉店日 - 年中無休
- 開店時間 - 9時～21時
- アクセス - 名鉄名古屋本線新安城駅南口から徒歩5分